# Риддер, Филипп Филиппович
Филипп Филиппович Риддер (1759—1838) — горный инженер, генерал-майор Корпуса инженеров Путей сообщений.

## Происхождение
Родился в семье санкт-петербургского золотошвейного фабриканта, сына купца Риддера, внука шведского военного лекаря, пленённого русскими под Полтавой.

## Биография
В 1775—1779 гг. обучался во втором наборе Горного училища в Санкт-Петербурге, «где, находясь на собственном коште, обучался химии, минералогии, пробирному искусству, металлургии, математике, физике, механике, горному строению и черчению горных планов, читать, писать, и переводить по-французски, по-немецки, по-российски. При коем училище и поныне имеются переведенные Риддером разные книги. Уже в самом начале службы «Ея Императорского Величества», юный Риддер обращает на себя внимание многих преподавателей особенной старательностью, тщанием и «полезной любознательностью». Как успешно сдавший выпускные экзамены, Риддер был награждён серебряной медалью и получил аттестат об окончании учёбы:
Аттестат 

Данный Горного училища студенту Филиппу Риддеру в том, что он в Горном училище обучался на своем коште российскому, немецкому и французскому языкам, математике, алгебре, маркшейдерской науке, минералогии, металлургии, физике, механике, химии и рисованию и в отдельных сих науках довольно успел, так что в последний сего года экзамен не произведен в офицеры единственно затем, чтобы в последующие полгода имел время в основах усилить себя еще столько теоретически и практически, сколько к службе офицера горного и надлежит. В то же самое время в училище вел себя порядочно и штрафован не был, в удостоверение чего и дан ему сей аттестат за подписанием моей руки и приложением обыкновенной моей печати в Санкт-Петербурге июля двадцатого дня, тысяча семьсот семьдесят девятого года. 
 
Ея Императорского Величества, всемилостивейшей государыни моей тайный советник, сенатор, государственной Берг-Коллегии и Монетного департамента главный правитель, конторы разделения золота от серебра и Горного училища директор и кавалер Михайла Соймонов
В сентябре 1779 года был определён на службу на Колывано-Воскресенские заводы, шихтмейстером. Уже в 1780 году он «ездил за прииском разного рода руд и камней по некоторым местам рек Убы и Тигирека, а паче по Тигирецким белкам, где …отыскивали зелёные и светло-красные аквамарины и кварциты на гранитовых горах». Этот успех вызвал восхищение; гауптман К. Д. Фролов отмечал: «От Филиппа надлежит ждать неожиданность…».
В 1781 году Риддеру был пожалован чин берггешворена и направлен начальником Колывано-Воскресенских заводов генерал-майором артиллерии Б. И. Меллером в Нерчинский горный округ для доставки свинца на Колывань. По возвращении, до 1782 года, находился на Барнаульском заводе — руководителем надворными работами, а последующие два года — в распоряжении заведующего лесной частью округа (форстмейстера) Мартина.
В 1785 году Риддер руководил плавильным производством на Сузунском медеплавильном заводе, где внёс ряд существенных предложений в улучшение технологии и организации работ.
В мае 1786 года отряд Ф. Ф. Риддера отправился в верховья Ульбы и Убы, откуда 11 июня в Колыванскую горную экспедицию с маркшейдерским учеником Алексеем Гобовым в сопровождении казаков были отправлены образцы руд с новооткрытого прииска и письменное сообщение на имя Г. С. Качки. В рапорте говорилось: «Честь имею уведомить, что я путь свой по реке Ульбе почти уже докончил… Сей прииск открыт мною в самый Троицын день, мая 31 дня… Речка, которой прежде на имеющейся при мне карте означено вовсе не было, …впадает в реку Тихую, а Тихая уже в правую сторону Ульбы… Открытый при речке Филипповке рудник содержит в себе золото, серебро, медь и свинец». Часть образцов руд была отправлена в Петербург, а управляющему Змеиногорским рудником К. Х. Беру было предписано отправить на новооткрытый прииск штейгера, унтерштейгера и девятнадцать бергайеров из близлежащих Семёновского и Николаевского рудников «с необходимыми инструментами». В июле 1786 года за заслуги в поисках месторождений руд и цветных камней Филиппу Риддеру был пожалован чин гиттенфервальтера. В том же году на новооткрытом рудном прииске, который вначале именовался Филипповским рудником, по названию речки Филипповки, начались разведочные работы. В «Писцовой книге» горно-заводской канцелярии сохранились следующие любопытные сведения: «… Начата добыча руды 19-ю бергайерами под началом унтерштейгера Кузнецова …добыто за три месяца 13600 пудов. Местами в одной породе с самородным листовым золотом выходило на круг до 63 золотников серебра и 10,5 фунта свинца на пуд <…> Об осени закончена казарма для жительства, анбар для покладания провианта. Поставлена кузня». Под осень 1786 года на местности находилось больше тридцати человек. В сентябре 1786 года прииск в присутствии Филиппа Риддера осмотрели начальник Колывано-Воскресенских заводов Г. С. Качка и обербергмейстер К. Х. Вер. Их поразило обилие в рудных породах драгоценных металлов, встречалось даже самородное золото. С 1787 года в официальной переписке администрации Колывано-Воскресенских заводов Филипповский рудник стал именоваться Риддерским.
С декабря 1787 года по июнь 1788 года Риддер находился в Санкт-Петербурге — «за препровождением выплавленного серебра». По возвращении из командировки он продолжил свою деятельность при «плавильной надворной части» Барнаульского завода; с января 1789 года был помощником управляющего обербергмейстера Ивана Ивановича Черницына по заводу и конторе, а с сентября того же года заведовал Змеиногорским рудником.
В феврале 1798 года Ф. Ф. Риддер получил очередной чин — обер-гиттенфервальтера 8-го класса. На протяжении всей трудовой деятельности Филипп Филиппович Риддер находился у производства, связанного с тяжёлыми и опасными условиями труда, плавильных заводов и рудников, практически без перерывов на отдых. Приобретенный вследствие этого, очевидно, силико-туберкулез вынудил его к осени 1799 года подать прошение об отставке в относительно молодом, сорокалетнем возрасте; 30 ноября 1799 года он был уволен и выехал из Барнаула в Санкт-Петербург на жительство, где лечился у столичных докторов. Здесь 5 января 1801 года он был пожалован кавалером ордена Святого Иоанна Иерусалимского (католического приорства) и причислен «для исправления поручений в Герольдию». В том же году, 6 августа, Александр I повелел: «…выдать ему в награждение две тысячи восемьсот двадцать два рубля из сумм на сие по Берг-Коллегии определенных. Всемилостивейше жалуем его при том в берггауптманы 6-го класса». 
Оправившись от болезни, он стал обращаться в высшие инстанции и правительственные учреждения с ходатайством о предоставлении ему службы, подчеркивая, что «чувствует себя хорошо и готов ехать служить в любые места», в том числе и в знакомую ему Сибирь и 17 августа 1810 года состоялся Именной Высочайший Указ о принятии берггауптмана 6-го класса Ф. Ф. Риддера в Корпус инженеров путей сообщения с чином полковника; 31 августа Государственный Совет утвердил предложение «управляющего директора полковника Риддера внести в список инженеров Путей сообщений» и «поручить исправлять должность и предназначено быть ему в X-м Округе управляющим директором». Управление X округом находилось в Тобольске: территория округа — вся Сибирь, включая Пермскую и Оренбургскую губернии. 
Взявшись за новую работу, Риддер особое внимание обратил на улучшение транспортного освоения Сибири. По опыту прежней работы, особенно доставки свинцовой руды из Нерченских рудников на Алтай, Риддер знал, что нужно обратить внимание на реки, главные артерии связи, особенно судоходные. В его планах было создание гидрографических карт речных бассейнов Сибири. Описанием должны быть охвачены данные о речном флоте и его использовании, о транспортных путях, о пристанях, о торговле и населённых пунктах на речных берегах.
В 1812 году возник конфликт Риддера с высшей сибирской администрацией. Наместник императора, тайный советник И. Б. Пестель, просил замены Риддера в должности управляющего директора X округа путей сообщений. С 1815 года Риддер сам просил дать ему отставку по причине болезни глаз, однако рапорты 1815 года, конца 1816 и лета 1817 годов не получали удовлетворения: смелого, не поддающегося давлению местных властей, высококомпетентного специалиста просто некем было заменить. В 1818 году для рассмотрения сути конфликта между Риддером и Пестелем в Тобольск выехал ближайший советник Александра I Сперанский c Г. С. Батеньковым. В результате Пестель за систематические злоупотребления по службе был отстранён от должности.
В апреле 1819 года Риддер был произведён в чин генерал-майора. После ликвидации X округа путей сообщений он был переведён на службу начальником VII округа путей сообщений, в Ригу. В 1828 году окончательно вышел в отставку и поселился с семьёй в Санкт-Петербурге. В марте 1838 года Ф. Ф. Риддер скончался.
Именем Риддера назван город Риддер в Казахстане.